# عمارت نظامیه

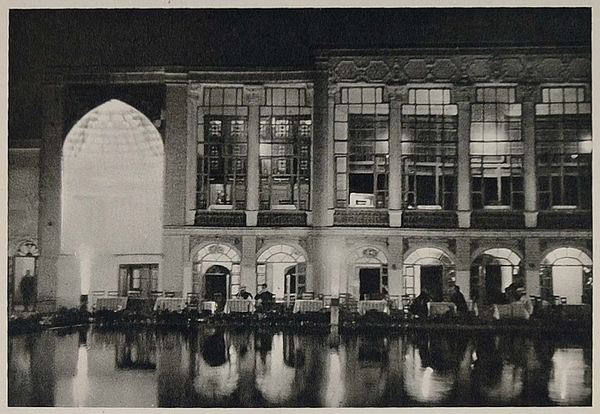
عمارت نظامیه (لقانطه) در شب

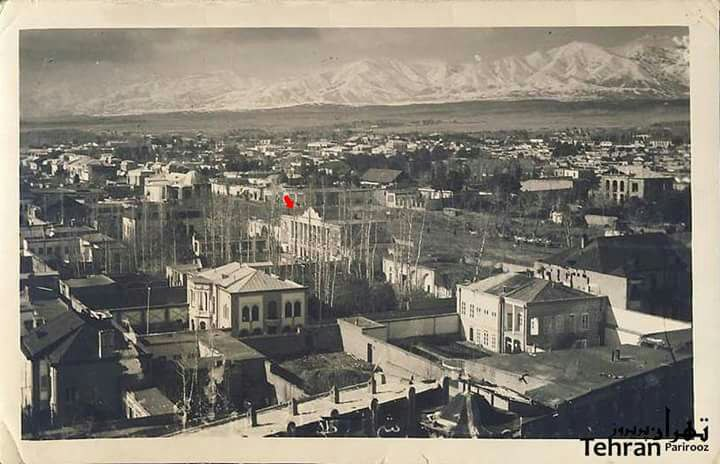
دید هوایی عمارت نظامیه

باغ و عمارت نظامیه همچنین معروف به لُقانطه مربوط به دورهٔ قاجار بود و در تهران، ضلع جنوبی میدان بهارستان قرار داشت. این باغ توسط میرزا آقاخان نوری برای بزرگ‌ترین پسرش میرزا کاظم خان نظام‌الملک احداث شد و در تاریخ۳۰ خرداد ۱۳۱۵ با شمارهٔ ثبت ۲۶۱ به نام «عمارت نظامیه و نقاشیهای آن» در فهرست آثار ملی ایران به ثبت رسید. با این همه در اوایل دهه ۱۳۳۰ خورشیدی توسط حاج علینقی کاشانی، که از تجار معروف بازار بود، برای یک طرح ساختمان‌سازی خریداری و تخریب شد.

## شرح بناها
باغ نظامیه در دوران رونق خود پنجاه هکتار مساحت داشت و از دو قنات معروف کاظم‌آباد و صدرآباد که توسط میرزا آقاخان اختصاصاً برای این باغ احداث شده بود، مشروب می‌شد. باغ نظامیه سردری بزرگ داشت که در پشت آن خیابانی پردرخت و سرسبز به عمارت کلاه‌فرنگی منتهی می‌شد که تالاری دایره‌شکل با حوض و فواره‌های زیبا داشت. از کلاه‌فرنگی خیابانی دیگر به سمت حوض بزرگی می‌رفت که در جلوی عمارت اصلی قرار داشت. عمارت اصلی نظامیه مشتمل بر تالار بزرگی بود که در هر چهار طرف با تابلوهایی از صف سلام ناصرالدین شاه به قلم صنیع‌الملک غفاری پوشانده شده بود. آیینه‌کاری‌ها و گچ‌بری‌ها و نقاشی‌های گل و بوته‌ها بر دیوارها و اتاق‌های آن را استاد حسین کاشانی، معمار دیوان جد اعلای منوچهر صانعی، طراحی کرده بود.

## سرنوشت عمارت
پس از عزل میرزا آقاخان، او به همراه خانواده‌اش از تهران تبعید شد. چون میرزا آقاخان درگذشت، میرزا کاظم‌خان نظام‌الملک به همراه برادرانش به دربار ناصرالدین شاه بازگشتند و مورد عفو او قرار گرفتند و املاکی که در تهران داشتند، از جمله باغ نظامیه به آنان بازگردانده شد و نظامیه باردیگر به تملک میرزا کاظم‌خان درآمد. میرزا کاظم‌خان از همسر ترکمان خود پسری به نام عبدالوهاب خان داشت که به هنگام فوت تنها وارثش بود و علاوه بر املاک دیگر، عمارت نظامیه را نیز به میراث برد. بعد از فوت عبدالوهاب خان عمارت و باغ نظامیه به پسرش افخم‌الملک و سپس به پسر او حسین خواجه‌نوری رسید. مدتی این ساختمان در اجاره «حزب رادیکال» بود که توسط علی‌اکبر داور رهبری می‌شد. پس از آن شخصی به نام «حسین لقانطه» این عمارت را اجاره کرد و در آن رستورانی به نام لُقانطه دایر کرد که تا سال ۱۳۲۷ دایر بود. در ایام تابستان رستوران را شب‌ها در اطراف استخر زیبا و بزرگ آن دایر می‌کردند که تا نیمه‌های شب صدای موزیک کنار استخر تا خانه‌های اطراف به گوش می‌رسید. یک «لُتکا» (قایق کوچک پارویی) هم در استخر بزرگ لقانطه انداخته بودند که بچه‌ها را با گرفتن پولی در اطراف استخر گردش می‌دادند.
در نهایت حاج علی‌نقی تاجر کاشانی نظامیه را خریداری کرد تا به جای آن ساختمانی چهار طبقه احداث کند. در آن زمان حمید نیرنوری، از نوادگان میرزا آقاخان، کوشش زیادی کرد تا از تخریب نظامیه جلوگیری کند، ولی در نهایت تنها موفق شد تابلوهای صنیع‌الملک را نجات دهد که به موجب رأی دادگاه به موزه ایران باستان انتقال داده شدند.

## پردهٔ سلام نوروزی
پردهٔ سلام نوروزی در عمارت نظامیه اثر صنیع‌الملک است. این پرده متشکل از هفت قطعهٔ بزرگ است که ناصرالدین‌شاه، شاهزادگان و درباریان را نشان می‌دهد. در پردهٔ مرکزی ناصرالدین‌شاه بر تخت خورشید، معروف به تخت طاووس نشسته‌است و دوسوی او پسران، برادران، عموها و صدراعظم او میرزا آقاخان نوری و نایب صدراعظم، نظام‌الملک، ایستاده‌اند. درشش قطعه دیگر شاهزادگان، درباریان، رجال مملکت، اعیان و اشراف، رؤسای ایلات و عشایر کشور و سفیران خارجی به صف ایستاده‌اند. این اثر، برخلاف صف سلام باغ نگارستان، نقاشی‌های کاخ سلیمانیه و سایر آثار مشابه که بر روی گچ اجرا شده‌اند، روی بوم کشیده شده‌است تا قابل جداسازی باشد و در اثر تخریب بنا آسیب نبیند. این پرده پس از تخریب عمارت نظامیه، به مدت شصت سال در انبار کاخ گلستان قرار داشت تا آنکه در خرداد ۱۳۹۰ برای نخستین بار رونمایی شد.

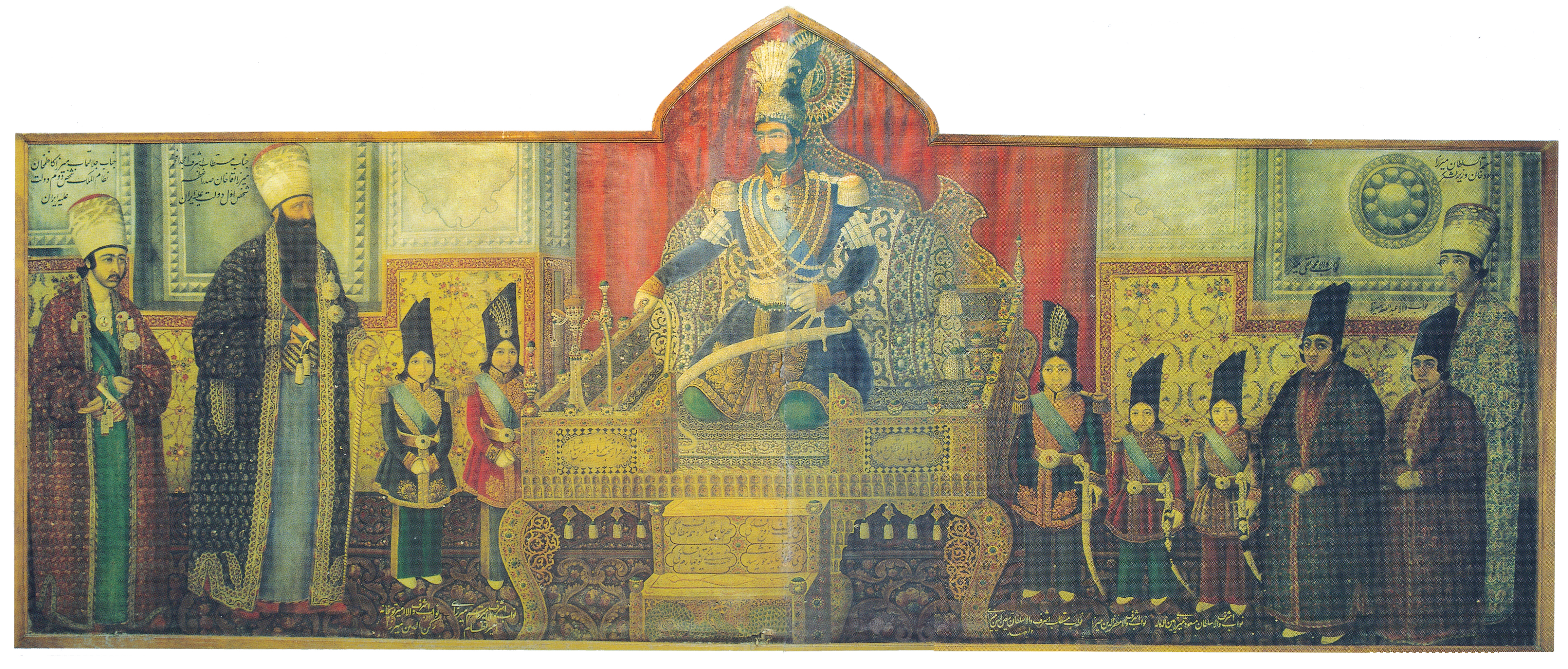
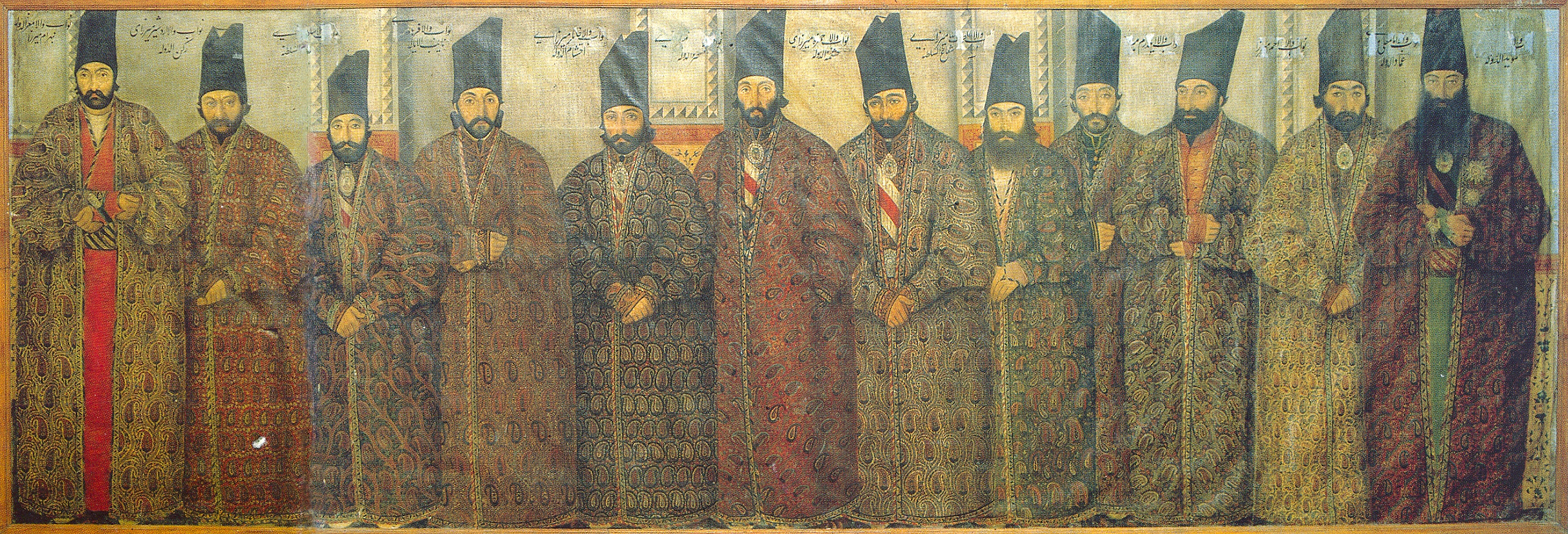
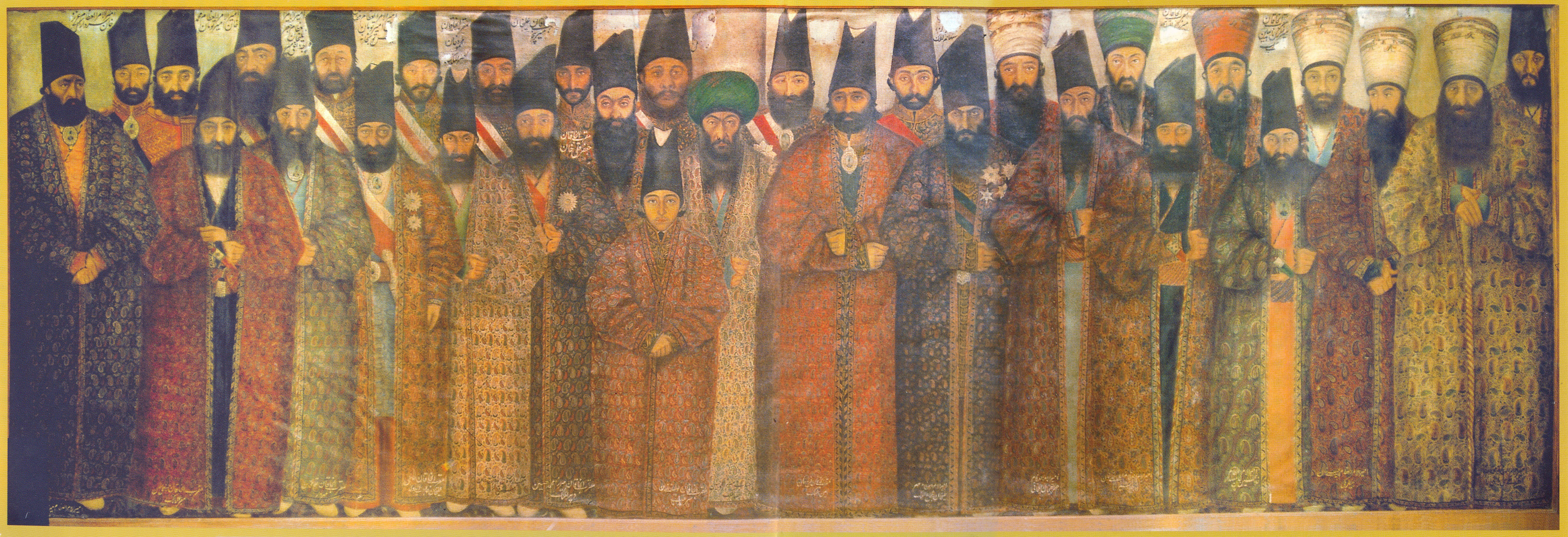
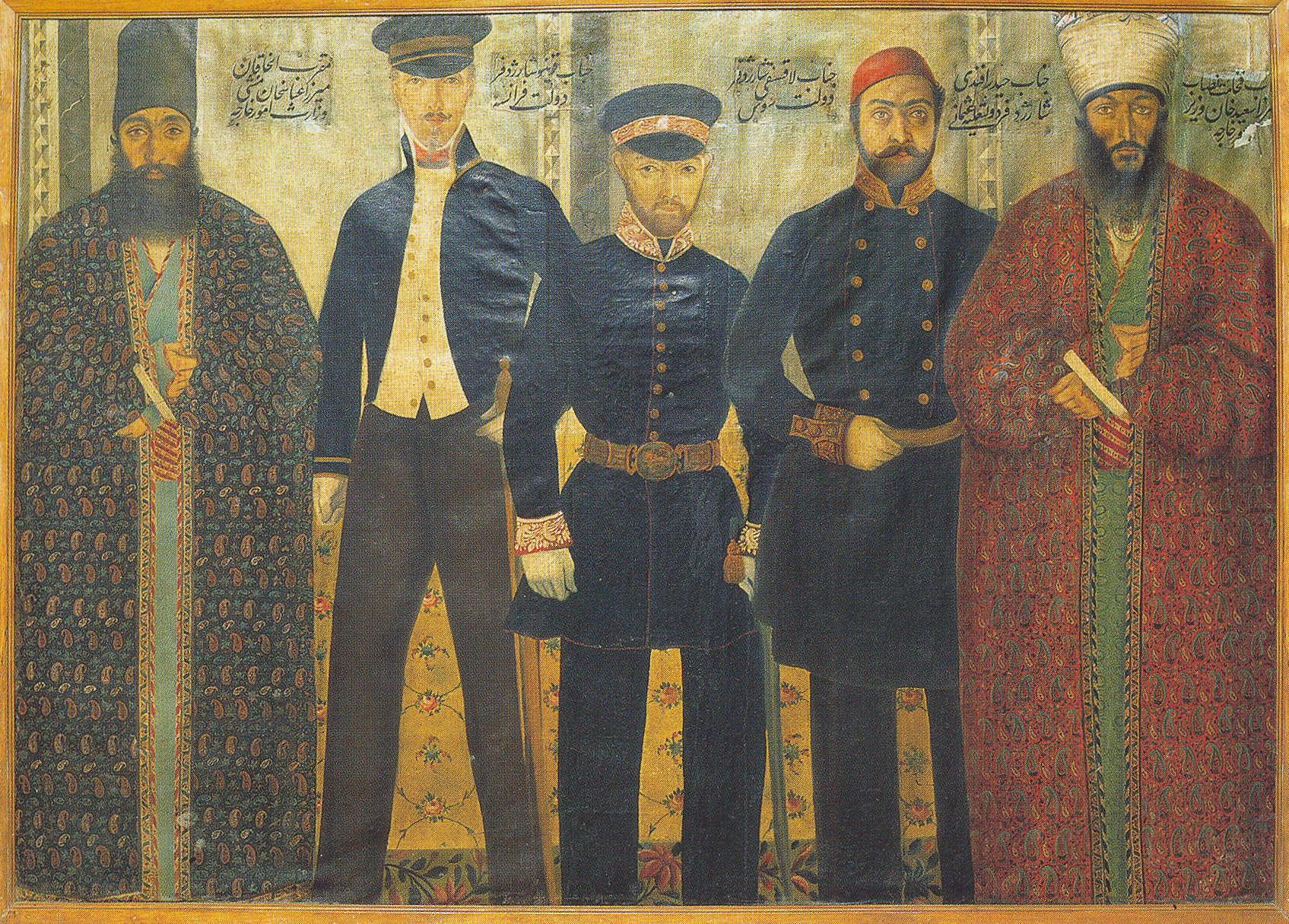
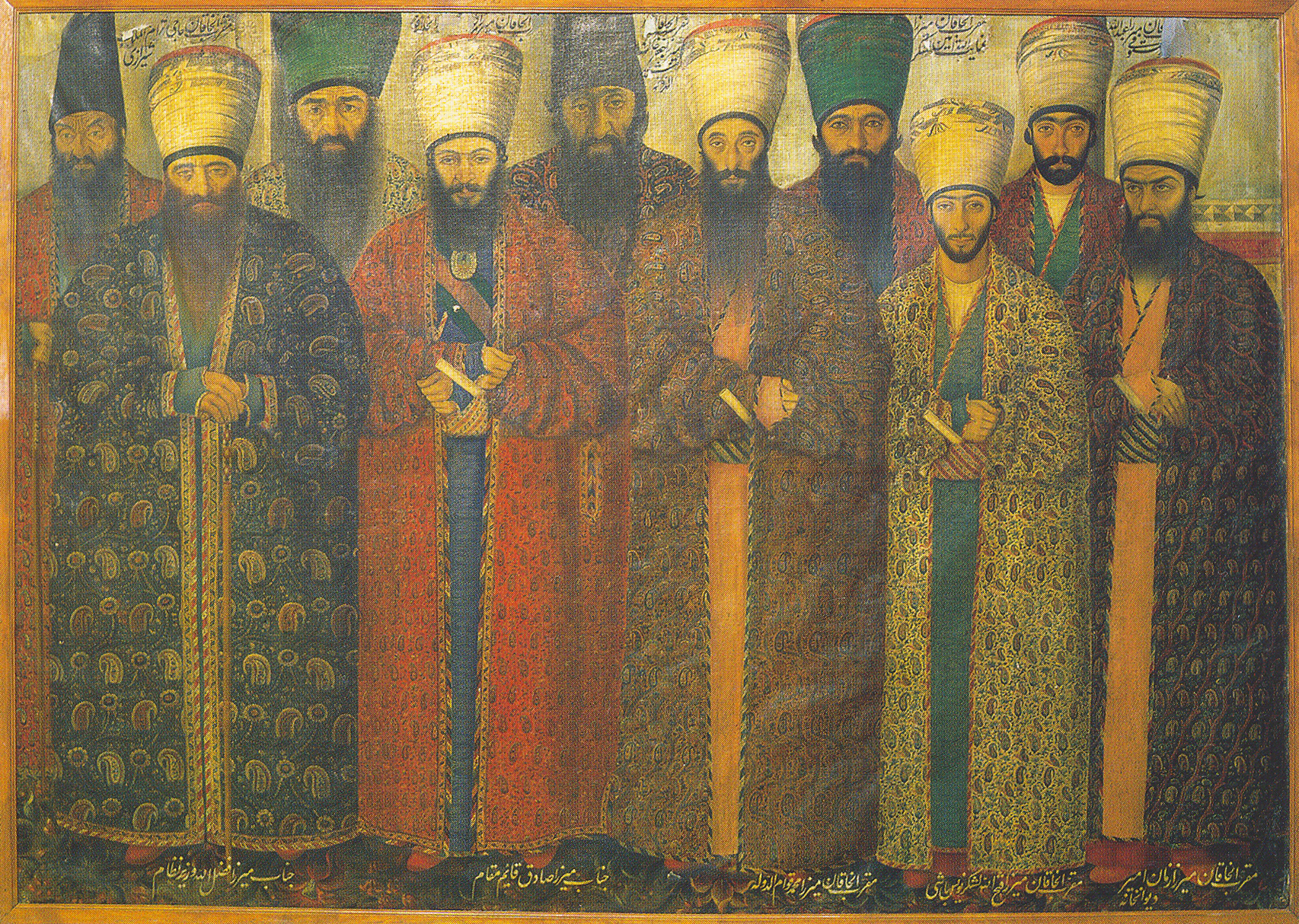
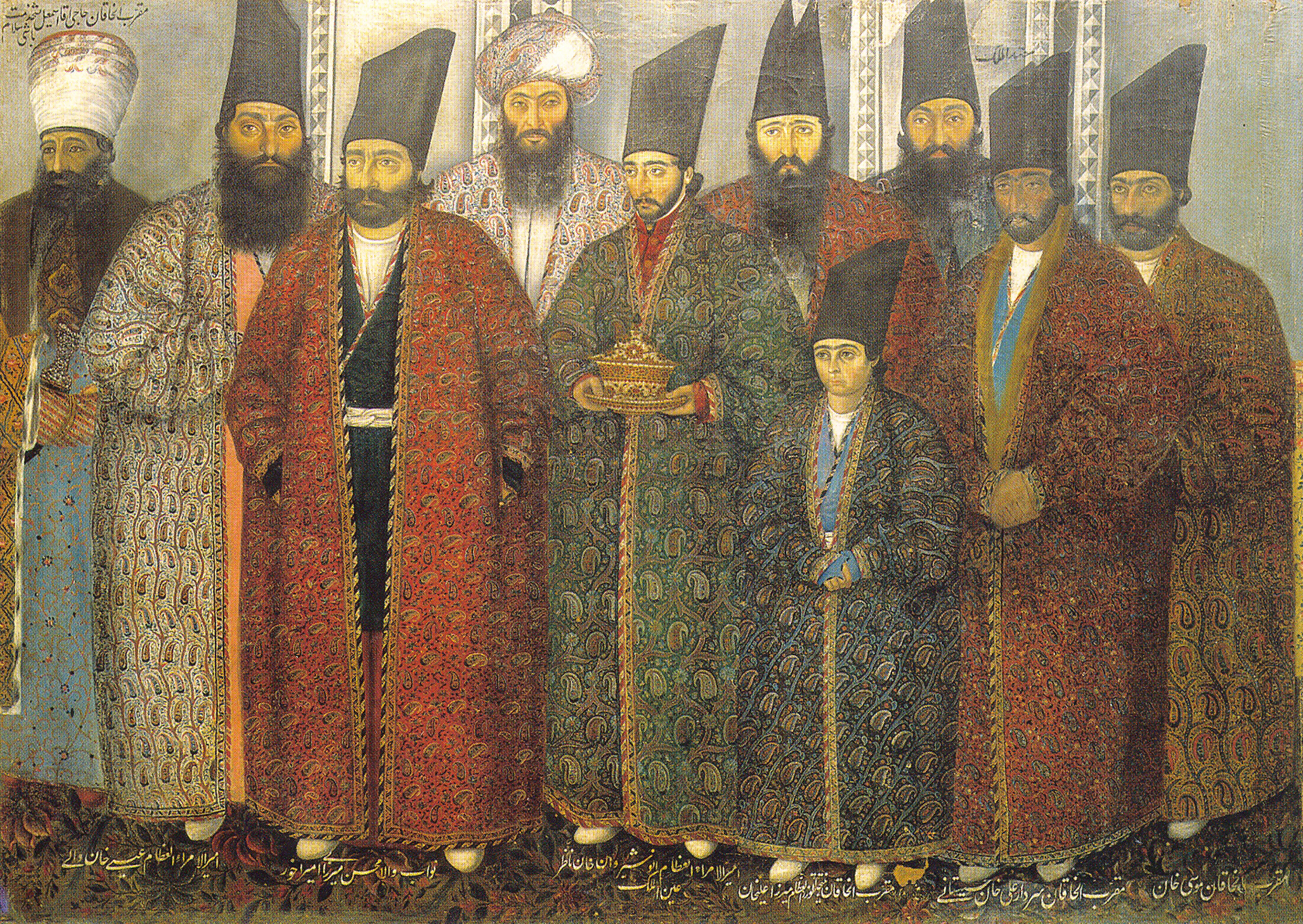